# Lecane tryphema
Lecane tryphema är en hjuldjursart som beskrevs av Harry K. Harring och Myers 1926. Lecane tryphema ingår i släktet Lecane och familjen Lecanidae. Inga underarter finns listade i Catalogue of Life.